# Wabnica kielichowata

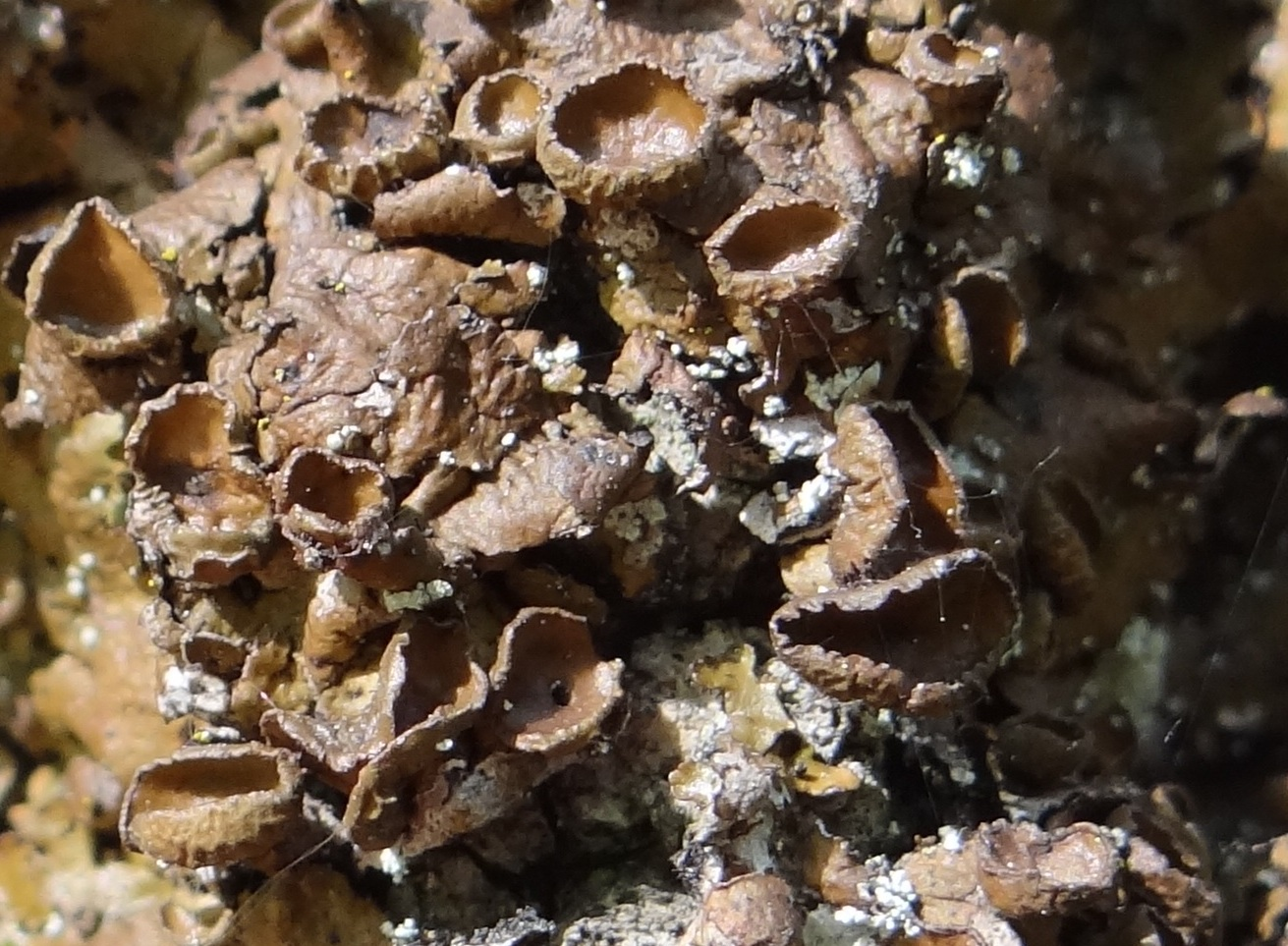

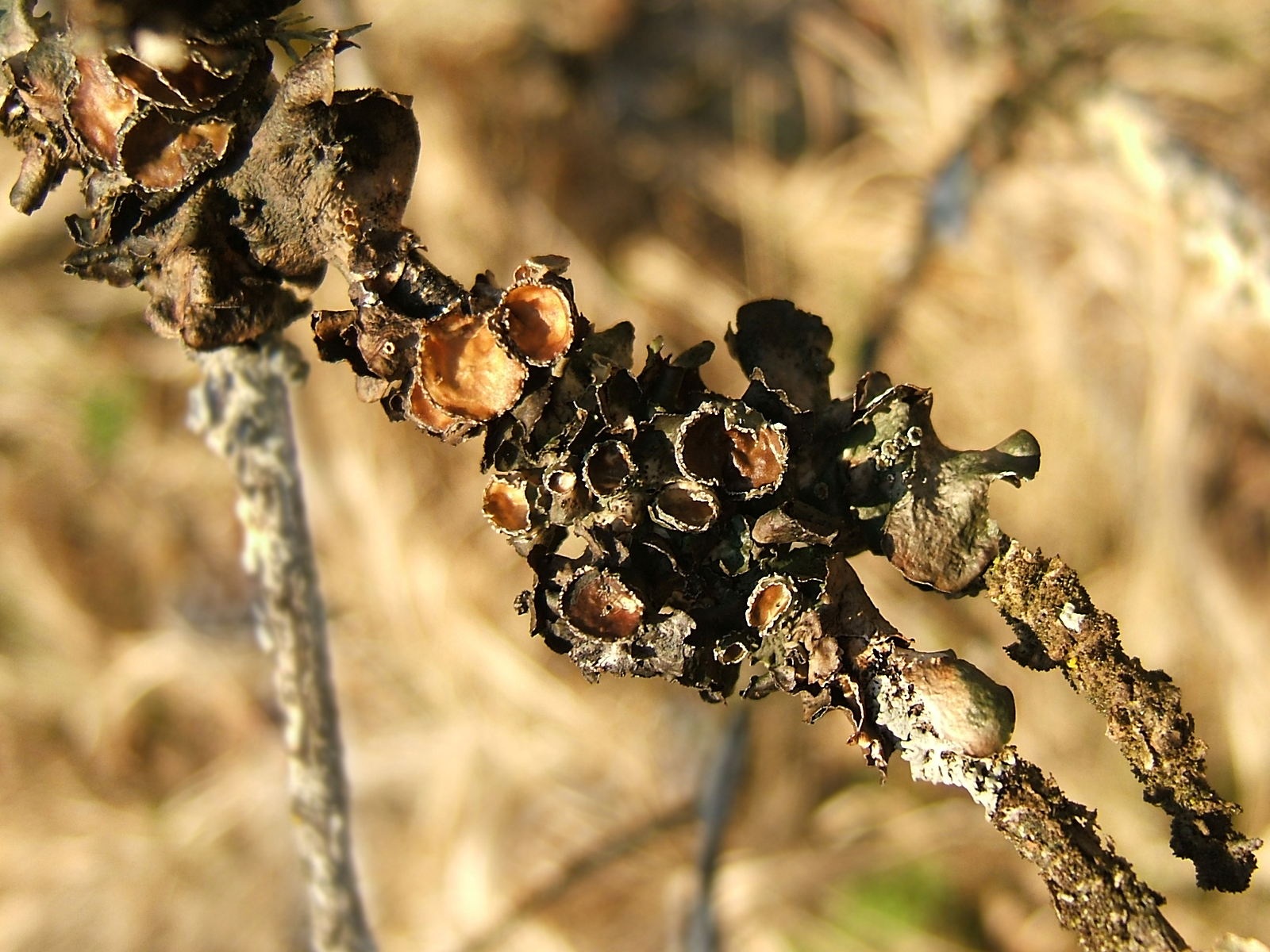

Wabnica kielichowata, tarczownica kielichowata (Pleurosticta acetabulum (Neck.) Elix & Lumbsch) – gatunek grzybów należący do rodziny tarczownicowatych (Parmeliaceae). Ze względu na współżycie z glonami zaliczany jest do porostów.

## Systematyka i nazewnictwo
Pozycja w klasyfikacji według Index Fungorum: Parmelia, Parmeliaceae, Lecanorales, Lecanoromycetidae, Lecanoromycetes, Pezizomycotina, Ascomycota, Fungi.
Po raz pierwszy takson ten zdiagnozował w roku 1768 Noël Martin Joseph de Necker nadając mu nazwę Lichen acetabulum. Obecną, uznaną przez Index Fungorum nazwę nadali mu w roku 1988 John Alan Elix i Helge Thorsten Lumbsch, przenosząc go do rodzaju Pleurosticta.
Niektóre synonimy naukowe:

- Imbricaria acetabulum (Neck.) DC. 1805
- Lichen acetabulum Neck. 1768
- Lichen corrugatus Sm. 1791
- Lobaria acetabulum (Neck.) Hoffm. 1796
- Melanelia acetabulum (Neck.) Essl. 1978
- Parmelia acetabulum (Neck.) Duby 1830
- Parmelia corrugata (Sm.) Ach. 1803
- Parmotrema acetabulum (Neck.) M. Choisy 1952
- Platysma acetabulum (Neck.) Frege 1812
- Pleurosticta lichenicola Petr. 1931

Nazwy polskie według Krytycznej listy porostów i grzybów naporostowych Polski.

## Morfologia
Listkowata, rozetkowata lub nieregularnego kształtu plecha osiąga średnicę do 25 cm i ma brzegi głęboko wcinane. Jest  dość gruba, skórzasta i sztywna. Jej barwa w dużym stopniu zależy od wilgotności. Podczas wilgotnej pogody jest intensywnie zielona, podczas suchej brunatnozielona, oliwkowobrunatna lub szara.  Zaokrąglone lub słabo karbowane odcinki mają szerokość do 1 cm, sa pomarszczone i pofałdowane. Ich brzegi stykają się z sobą lub nieznacznie na siebie zachodzą. Plecha przylega do podłoża, tylko jej końce nieco się wznoszą. Nie posiada izydiów, ani soraliów. Dolna powierzchnia jest na obwodzie oliwkowobrunatna lub szarobrunatna, w środku czarna. Są na niej liczne chwytniki, z wyjątkiem obrzeży, na których brak chwytników. W plesze występują glony protokokkoidalne.
Zazwyczaj występują dość licznie owocniki. Są to duże lekanorowe apotecja o średnicy do 10, a nawet 15 mm. Mają kielichowaty kształt i tarczki o podobnej barwie jak plecha; podczas suchej pogody są oliwkowobrunatne lub szarobrunatne, podczas wilgotnej intensywnie zielone. Brzeżek gruby, pomarszczony i pofałdowany, często z brodawkami. W  jednym worku powstaje po 8 bezbarwnych, jednokomórkowych, elipsoidalnych zarodników o rozmiarach 12–18 × 7–9 μm.
Reakcje barwne: miąższ C+ czerwony.

## Występowanie i siedlisko
Występuje głównie w Europie i Azji, w Afryce podano występowanie tylko w Maroku. W Polsce jest rozprzestrzeniony na całym obszarze, na zachodzie Polski występuje częściej, niż na wschodzie. Wszędzie jednak jest rzadki. Znajduje się na Czerwonej liście roślin i grzybów Polski. Ma status EN – gatunek wymierający. Był gatunkiem ściśle chronionym, od 9 października 2014 r. podlega ochronie częściowej.
Rośnie na korze drzew, głównie liściastych, czasami (rzadko) również na drewnie. Preferuje drzewa rosnące w miejscach dobrze oświetlonych – rosnące samotnie lub przy drogach, na obrzeżach lasów.